# 第45屆金酸莓獎
第45届金酸莓獎（英語：45th Golden Raspberry Awards）是於2025年2月28日頒發給2024年表现最差的电影工作者及作品。該獎項的名單根據金酸莓基金會成員的投票。提名原定2025年1月16日公布，但受到南加州山火影響，公布日期被推遲到1月18日，然後又延至1月22日。提名者透過電子郵件投票選出，來自美國49個州和大約20多個外國的1202名金酸莓會員（電影愛好者、影評人和記者），在九項類別中的每一項選出了五位頂級競爭者。主辦單位開玩笑稱，最差影片提名者將爭奪「價值4.97美元的金漆」小雕像。
今年的提名作品大多為漫畫改編，包括《龍族戰神：重生》、《蜘蛛夫人》、《小丑：雙重瘋狂》和《獵人克萊文》，共獲得了18項提名。凱特·布蘭琪、女神卡卡、瓦昆·菲尼克斯與強·沃特等入圍者都是奧斯卡得主；其中，沃特一口氣憑藉四部電影入圍同一類別。
法蘭西斯·福特·柯波拉成為繼麥可·西米諾、凱文·柯斯納、汤姆·霍伯之後，第四位同時獲得金酸莓獎最差導演獎和奧斯卡最佳導演獎的導演。在接受此「榮譽」時，柯波拉在Instagram上發文稱：「我很榮幸能夠憑藉《大都市》獲得最差導演、最差劇本和最差影片提名的殊榮，斬獲如此多的金酸莓大獎。」柴克·萊威憑藉《蠟筆小哈》獲最差男主角提名，本人在社群媒體上發文回應這是「最直接的讚美」。

## 提名及獲獎名單
| 最差影片 - 《蜘蛛夫人》（哥倫比亞／索尼影視發行）—洛倫佐·迪·波納文圖拉 - 《邊緣禁地》（狮门）—阿里·阿拉德、阿維·阿拉德、艾瑞克·費格 - 《小丑：雙重瘋狂》（华纳兄弟）—約瑟夫·加納、艾瑪·蒂林格·寇斯柯芙、陶德·菲利普斯 - 《大都會》（獅門）—麥可·貝德曼、法蘭西斯·福特·柯波拉、弗雷德·魯斯 - 《雷根》（ShowBiz Direct）—馬克·約瑟夫 | 最差導演 - 法蘭西斯·福特·柯波拉—《大都會》 - S·J·克拉克森—《蜘蛛夫人》 - 陶德·菲利普斯—《小丑：雙重瘋狂》 - 艾利·羅斯—《邊緣禁地》 - 傑瑞·史菲德—《甜死人大革命》 |
| 最差男主角 - 傑瑞·史菲德—《甜死人大革命》飾演鮑伯·卡巴納 - 傑克·布萊克—《親愛的聖誕老人》飾演撒旦／「聖誕老人」 - 柴克·萊威—《蠟筆小哈》飾演阿羅 - 瓦昆·菲尼克斯—《小丑：雙重瘋狂》飾演亞瑟·佛萊克／小丑 - 丹尼斯·奎德—《雷根》飾演隆納·雷根 | 最差女主角 - 達珂塔·強生—《蜘蛛夫人》飾演凱西·韋伯 - 凱特·布蘭琪—《邊緣禁地》飾演莉莉絲 - 布萊絲·達拉斯·霍華—《機密特務：阿蓋爾》飾演艾莉·康威 - 女神卡卡—《小丑：雙重瘋狂》飾演哈琳·「莉」·奎茵佐 - 珍妮佛·羅培茲—《異星戰境》飾演艾勒絲·雪柏                                      |
| 最差男配角 - 強·沃特—《大都會》、《雷根》、《阴影之地》（Shadow Land）和《陌生人》（Strangers），分別飾演漢密爾頓·克拉蘇三世、維克多·彼得羅維奇、羅伯特·溫賴特和理查 - 傑克·布萊克—《邊緣禁地》飾演小吵鬧（配音） - 凱文·哈特—《邊緣禁地》飾演羅蘭 - 西亞·李畢福—《大都會》飾演克洛迪奧·普爾徹（變裝） - 塔哈·拉辛—《蜘蛛夫人》飾演以西結·希姆斯 | 最差女配角 - 艾米·舒默—《甜死人大革命》飾演馬喬莉·波斯特 - 亞莉安娜·黛博塞—《機密特務：阿蓋爾》和《獵人克萊文》，分別飾演凱拉和卡呂普索·埃兹利 - 萊斯利-安·唐恩—《雷根》飾演玛格丽特·撒切尔 - 艾玛·罗伯茨—《蜘蛛夫人》飾演瑪莉·帕克 - FKA Twigs—《龍族戰神：重生》飾演雪莉·韋伯斯特 |
| 最差搭檔 - 瓦昆·菲尼克斯＆女神卡卡—《小丑：雙重瘋狂》 - 任兩個令人討厭的角色（尤其是傑克·布萊克）—《邊緣禁地》 - 任兩個無趣的「喜劇演員」—《甜死人大革命》 - 《大都會》的全體演員 - 丹尼斯·奎德＆潘妮洛普·安·蜜勒（飾演「羅尼＆南希」）—《雷根》 | 最差前傳、重拍、惡搞及續集電影 - 《小丑：雙重瘋狂》（華納兄弟） - 《龍族戰神：重生》（狮门） - 《獵人克萊文》（哥倫比亞／索尼影視發行） - 《獅子王：木法沙》（迪士尼） - 《Rebel Moon—第2部：烙印之人》（Netflix）                                                                  |
| 最差劇本 - 《蜘蛛夫人》—麥特·薩扎瑪、柏克·沙普利斯、克萊兒·帕克和S·J·克拉克森的劇本；凱雷姆·桑加、麥特·薩扎瑪和伯克·夏普萊斯的故事（改編自漫威漫畫的角色） - 《小丑：雙重瘋狂》—史考特·西爾弗和陶德·菲利普斯的劇本（改編自DC漫畫的角色） - 《獵人克萊文》—阿特·馬庫姆、馬特·霍洛威和李察·威克的劇本；李察·威克的故事（改編自漫威漫畫的角色） - 《大都會》—法蘭西斯·福特·柯波拉的劇本 - 《雷根》—霍華德·克勞斯納的劇本（改編自保羅肯戈爾的《十字軍：隆納·雷根與共產主義的衰落》一書） | 最佳贖莓獎 - 潘蜜拉·安德森—《最后的舞女》 - 黛咪·摩爾—《懼裂》 - 梅根·福克斯—《超完美家政婦》 |

## 多項提名及獲獎電影
| 提名數 | 電影                 |
| ------ | -------------------- |
| 7      | 《小丑：雙重瘋狂》   |
| 6      | 《邊緣禁地》         |
| 6      | 《蜘蛛夫人》         |
| 6      | 《大都會》           |
| 6      | 《雷根》             |
| 4      | 《甜死人大革命》     |
| 3      | 《獵人克萊文》       |
| 2      | 《機密特務：阿蓋爾》 |
| 2      | 《龍族戰神：重生》   |

| 獲獎數 | 電影               |
| ------ | ------------------ |
| 3      | 《蜘蛛夫人》       |
| 2      | 《小丑：雙重瘋狂》 |
| 2      | 《大都會》         |
| 2      | 《甜死人大革命》   |

## 備註
1. ↑  此漫畫改編的電影早在一年前上映，在2024年的餘下時光中，被四處吹捧為「金酸莓獎的當紅種子」[3]。
2. ↑  電子遊戲改編的高成本票房炸彈，在爛番茄網站上負面評價達九成（估計損失超過1億美元）[3]。
3. ↑  備受期待的漫畫續集，主角們透過唱歌和跳舞來傳達他們的病態與惡行[3]！
4. ↑  （又名WTF電影）：《教父》傳奇大導耗資1.2億美元拍出語無倫次的混亂[3]。
5. ↑  一封寫給第40任總統的情書，「借用」了《大國民》的情節結構（強·沃特模仿波波鹿（英语：Bullwinkle J. Moose）的宿敵鮑里斯·巴德諾夫（英语：Boris Badenov）作為旁白）[3]。

## 外部連結
- 官方网站